# إمارة نجد والأحساء
إمارة نجد والأحساء أحد إمارات الدولة السعودية الثالثة من العام 1913 حتى عام 1921. بعد انتصار عبدالعزيز آل سعود في معركة الأحساء على الحامية العثمانية هناك. كانت قبلها تسمى إمارة الرياض. ملكية النظام تحكمها أسرة آل سعود.

## انظر ايضًا
- الدولة السعودية الأولى
- الدولة السعودية الثانية
- الدولة السعودية الثالثة